# Cầu diệp môi ngắn
Cầu diệp môi ngắn hay lan lọng môi nhụt (danh pháp hai phần: Bulbophyllum abbrevilabium) là một loài phong lan thuộc chi Bulbophyllum. Đây là loài bản địa của Đông Dương (Thái Lan, Việt Nam) và bán đảo Mã Lai (Malaysia).